# Komonade
Eine Komonade ist in der Kategorientheorie eine Struktur dual zu der der Monade.

## Definition
Eine Komonade ist ein Tripel {\displaystyle (T,\varepsilon ,\psi )} bestehend aus
- einem Endofunktor {\displaystyle T\colon C\to C},
- einer natürlichen Transformation {\displaystyle \varepsilon \colon T\to 1_{C}} und
- einer natürlichen Transformation {\displaystyle \psi \colon T\to T^{2}},

das folgende Bedingungen erfüllt:
- {\displaystyle T\psi \circ \psi =\psi T\circ \psi } und
- {\displaystyle \varepsilon T\circ \psi =T\varepsilon \circ \psi =1_{T}}.

Explizit auf der Ebene von Morphismen von {\displaystyle C} bedeutet dies, dass für jedes Objekt {\displaystyle X} aus {\displaystyle C} gilt
- {\displaystyle T(\psi _{X})\circ \psi _{X}=\psi _{T(X)}\circ \psi _{X}} und
- {\displaystyle \varepsilon _{T(X)}\circ \psi _{X}=T(\varepsilon _{X})\circ \psi _{X}=1_{T(X)}}.

## Koalgebren
Eine Koalgebra für eine Komonade {\displaystyle (T,\varepsilon ,\psi )} auf einer Kategorie {\displaystyle C} ist ein Paar {\displaystyle (X,\alpha )} bestehend aus einem Objekt {\displaystyle X} von {\displaystyle C} und einem Morphismus {\displaystyle \alpha \colon X\to TX}, so dass {\displaystyle T\alpha \circ \alpha =\psi _{X}\circ \alpha } und {\displaystyle \varepsilon _{X}\circ \alpha =1_{X}}. Ein Homomorphismus von Koalgebren {\displaystyle (X,\alpha )\to (Y,\beta )} ist ein Morphismus {\displaystyle f\colon X\to Y} in {\displaystyle C}, der {\displaystyle Tf\circ \alpha =\beta \circ f} erfüllt. Die Koalgebren bilden eine Kategorie {\displaystyle C^{T}}.
Es gibt einen kanonischen Funktor {\displaystyle A_{T}\colon C\to C^{T}}, der auf Objekten {\displaystyle X\mapsto (TX,\psi _{X})} ist. Er ist rechtsadjungiert zum Vergissfunktor {\displaystyle U_{T}\colon C^{T}\to C}.

## Komonade zu einem adjungierten Funktorpaar
Es seien {\displaystyle C,D} Kategorien und {\displaystyle F\colon C\to D}, {\displaystyle G\colon D\to C} Funktoren, so dass {\displaystyle F} rechtsadjungiert zu {\displaystyle G} ist. Eins bzw. Koeins der Adjunktion seien {\displaystyle \eta \colon 1\to FG} bzw. {\displaystyle \varepsilon \colon GF\to 1}. Dann ist {\displaystyle T=(GF,\varepsilon ,G\eta F)} eine Komonade auf {\displaystyle C}.
Man erhält einen induzierten Funktor {\displaystyle A\colon D\to C^{T}}, so dass {\displaystyle U_{T}\circ A=G} und {\displaystyle A\circ F=A_{T}} gilt. Der Funktor {\displaystyle G} heißt komonadisch, wenn {\displaystyle A} eine Äquivalenz von Kategorien ist. Der Monadizitätssatz von Jonathan Mock Beck gibt Kriterien dafür an, wann ein Funktor komonadisch ist.
Ist {\displaystyle T} eine Komonade auf einer Kategorie {\displaystyle C}, dann ist die zum adjungierten Funktorpaar {\displaystyle (U_{T}\colon C^{T}\to C,A_{T}\colon C\to C^{T})} assoziierte Komonade wieder {\displaystyle T}.

## Beispiel
In der Kategorie Set sei der Endofunktor {\displaystyle T} derjenige der Bildung von {\displaystyle \mathbb {N} }-indizierten Folgen, d. h. für jede Menge {\displaystyle X} ist {\displaystyle T(X)=X^{\mathbb {N} }}, und für Mengen {\displaystyle A} und {\displaystyle B} sowie Abbildungen {\displaystyle f\colon A\to B} ist {\displaystyle T(f)\colon A^{\mathbb {N} }\to B^{\mathbb {N} }} gegeben durch {\displaystyle T(f)(s):=f\circ s}.
Die natürlichen Transformationen {\displaystyle \varepsilon } und {\displaystyle \psi } seien durch die Familien von Abbildungen {\displaystyle \varepsilon _{X}} und {\displaystyle \psi _{X}},
- {\displaystyle \varepsilon _{X}\colon X^{\mathbb {N} }\to X,\varepsilon _{X}(s):=s(0)}
- {\displaystyle \psi _{X}\colon X^{\mathbb {N} }\to (X^{\mathbb {N} })^{\mathbb {N} },\psi _{X}(s)(n)(m):=s(n+m)}

für beliebige Mengen {\displaystyle X} gegeben.
Das Tripel {\displaystyle (T,\varepsilon ,\psi )} ist nun eine Komonade in Set.
Die Koalgebren für {\displaystyle (T,\varepsilon ,\psi )} sind die Abbildungen {\displaystyle \alpha \colon X\to X^{\mathbb {N} }}, die {\displaystyle \alpha (x)(0)=x} und {\displaystyle \alpha (x)(n+m)=\alpha (\alpha (x)(n))(m)} erfüllen. Mit {\displaystyle \alpha _{1}\colon X\to X}, {\displaystyle x\mapsto \alpha (x)(1)} ist {\displaystyle \alpha (x)(n)=\alpha _{1}^{n}(x)}, und man kann die Koalgebren mit Paaren {\displaystyle (X,\alpha _{1})} mit einer beliebigen Abbildung {\displaystyle \alpha _{1}\colon X\to X} identifizieren.
Ist {\displaystyle M} eine beliebige Menge, dann entsprechen Komonadenstrukturen auf {\displaystyle T(X)=X^{M}} bijektiv den Monoidstrukturen auf {\displaystyle M}. Die Multiplikation auf {\displaystyle M} ist {\displaystyle \psi _{M}(1_{M})\in (M^{M})^{M}}. Für ein Monoid {\displaystyle M} kann die Strukturabbildung {\displaystyle X\to X^{M}} einer Koalgebra unter dem Potenzgesetz {\displaystyle (A^{B})^{C}=A^{B\times C}=(A^{C})^{B}} mit anderen Abbildungen identifiziert werden:
- einer Abbildung {\displaystyle X\times M\to X}, die eine Algebra für die Monade {\displaystyle T^{*}(X)=X\times M} ist
- einem Monoidhomomorphismus {\displaystyle M\to X^{X}}, d. h. einer Operation von {\displaystyle M} auf {\displaystyle X}.